# Rosa Raisa
Rosa Raisa, amb el nom de naixement Raitza Burchstein, (Białystok, actual Polònia, 30 de maig de 1893 - Los Angeles, 28 de setembre de 1963) va ser una soprano jueva russa.
Va emigrar a Nàpols, Regne d'Itàlia, fugint dels pogroms (persecucions contra els jueus) el 1907. Va estrenar Turandot el 1926 i va ser favorita en La Scala, el Teatro Colón i l'Òpera de Chicago on va cantar durant vint-i-quatre temporades.
Va debutar el 1913 a Parma cantant després a Roma, Filadèlfia, Londres, París, Mèxic, Rio de Janeiro i el Teatro Colón (Buenos Aires) el 1915 com a Francesca de Rímini, la Mariscala, Aida - amb Enrico Caruso -, Santuzza, Selika, Mimi, Leda, Loreley, Valentine, Alice Ford, Norma, Doña Ana; el 1929 com a Turandot, Leonora, Norma i novament Aïda.
A Chicago va inaugurar el nou edifici de l'Òpera Lírica de Chicago amb Aïda, aclamada Gioconda, Maliella (I gioielli della Madonna) i Rachel a La Juive a més de Norma, La Fanciulla del West, Suor Angelica, Un Ballo in Maschera, La Battaglia di Legnano, Francesca da Rimini, Falstaff, Don Giovanni, Lohengrin, Tannhäuser, Els Hugonots, Ho Schiavo, Isabeau, La Nau, Die Fledermaus i La Fiamma, va cantar més de dos centenars de representacions amb aquesta companyia i 250 en gires.
El 1924 Arturo Toscanini la va dirigir en La Scala en l'estrena mundial de Nerone d'Arrigo Boito i en l'estrena mundial de la incompleta Turandot el 25 d'abril de 1926 amb el tenor Miguel Fleta com a Calaf.
El 1933 va cantar a Berlín com a part de la temporada italiana al costat de Toti Dal Monte, Giannina Arangi-Lombardi, Ebe Stignani, Beniamino Gigli i Cesare Formichi dirigits per Panizza. Irònicament en una llotja hi havia Hitler, Joseph Goebbels i Rudolf Hess presenciant la seva interpretació de Tosca. Casada amb el baríton Giacomo Rimini (1887-1952), en retirar-se va fundar una escola de cant a Chicago el 1938. Va morir a Los Angeles el 1963.